# Condé-sur-Aisne
Condé-sur-Aisne település Franciaországban, Aisne megyében. Lakosainak száma 358 fő (2022. január 1.). Condé-sur-Aisne Celles-sur-Aisne, Chassemy, Chivres-Val, Ciry-Salsogne, Missy-sur-Aisne és Sermoise községekkel határos.

## Népesség
A település népességének változása:
| Lakosok száma | 174  | 245  | 318  | 357  | 386  | 368  | 360  | 364  | 361  | 358  |
|               | 1968 | 1982 | 1990 | 2006 | 2013 | 2015 | 2017 | 2019 | 2020 | 2022 |